# 박동웅
박동웅(朴東雄, 1967년 8월 25일~)은 대한민국의 정치인이다. 제6·7·8대 서울특별시 구로구의원(2010. 7.~2022. 6.)을 지냈다.

## 학력
- 중동고등학교 졸업
- 한양대학교 도시대학원 도시개발경영전공 도시공학 박사

## 경력
- 개봉초등학교 운영위원장
- 민주당 서울특별시당 공교육정상화특별위원회 위원장
- 경희대학교 시간강사
- 2010. 7.~2014. 6. 제6대 서울특별시 구로구의회 의원
- 2014. 7.~2018. 6. 제7대 서울특별시 구로구의회 의원
  - 2016. 7.~2018. 6. 제7대 서울특별시 구로구의회 후반기 부의장
- 2018. 7.~2022. 6. 제8대 서울특별시 구로구의회 의원
  - 2020. 7.~2022. 6. 제8대 서울특별시 구로구의회 후반기 의장

## 역대 선거 결과
|  | 34.72% |

|  | 49.97% |

|  | 58.10% |

|  | 47.74% |